# Una donna bambina/Non mi sembra vero
L'amore tornerà / Anche se mi vuoi è il settimo singolo su 7" de Le Anime pubblicato nel 1966 dalla R.T. Club.

## Tracce
Lato A
1. Una donna bambina

Lato B
1. Non mi sembra vero

## Credits
Scritto da - Rino Ballista